# Arend Lijphart
Arend Lijphart, född 17 augusti 1936 i Apeldoorn, är en nederländsk statsvetare, professor vid University of California, San Diego i USA och författare till över 20 böcker i statskunskap.
I boken Patterns of Democracy som utkom 1999 (en andra reviderad upplaga utkom 2012), beskriver han 36 olika länders demokratiska institutioner. Lijphart jämför och analyserar lagstiftande och verkställande organ, partier, valsystem och domstolar varmed han visar på att demokratier som bygger på konsensus är "kinder and gentler" än majoritetvalsystem. Lijphart är en framstående forskare på området statsvetenskap och har tilldelats Skytteanska priset. Han delar upp demokratier i två huvudsakliga modeller; Westminstermodellen och konsensusmodellen.